# Gunnar Djup
Lars Gunnar Djup, född 12 augusti 1932 i Sunnersbergs församling i dåvarande Skaraborgs län, död 29 augusti 2013 i Lidköping, var en svensk musiker och låtskrivare, känd från Bröderna Djup. Han växte upp i Strö utanför Lidköping i Skaraborg och var son till lantbrukare Johan Djup och Lisa Wedebrand.
Gunnar Djup skrev låttexter och var den mer talföre i Bröderna Djup som slog igenom 1979 vid ett framträdande i Nygammalt. Han gjorde även låtar som getts ut av Matz-Ztefanz med Lailaz och av C-laget. Gunnar Djup hade kunnat bli heltidsmusiker men valde att behålla sitt arbete på Star.
Han var från 1963 till sin död gift med Berit Djup (1937–2018). De är begravda på Södra begravningsplatsen i Lidköping.

## Diskografi
- 1980 – Räfs och liegruppen. Bröderna Djup
- 1982 – Lite annevessare beta. Bröderna Djup
- 1984 – Dynghögen. C-laget (som en av flera upphovsmän)
- 1992 – Ena sali blanning. Bröderna Djup
- 1997 – Vi bor på landet. Bröderna Djup
- 1997 – Matz-Ztefanz med Lailaz. Vol. 1 (som en av flera upphovsmän)
- 2003 – 100% svensktoppar. Vol. 1 – svenska hits genom 40 år! 1962–2002